# Manuel Suárez Delgado
Manuel Suárez Delgado (20 de junio de 1837, en Santa Cruz de Tenerife, Islas Canarias (España) - el 3 de enero de 1917,Camagüey, Cuba) fue un revolucionario y oficial del Ejército Español que formó parte del Ejército Libertador de Cuba en la guerra de la independencia de ese país.

## Biografía

### Primeros años
Nació el 20 de junio de 1837, en Santa Cruz de Tenerife, Islas Canarias (España). Su padre, Joaquín Suárez, fue un gobernador de las Islas Canarias
y un soldado destacado que ocupaba el cargo de teniente general del ejército español. Su madre, María Delgado, procedía de  La Matanza de Acentejo (también en Tenerife). Delgado se graduó en el Bachiller en Artes en Madrid y, posteriormente, estudió en la Escuela Militar de Toledo (ambas en España), graduándose, al terminar sus estudios, con el título de teniente. En 1855 solicitó ser trasladado a Cuba para acompañar a su madre y sus hermanos. Poco después de llegar a la isla, en febrero, fue nombrado Capitán Pedáneo en el Partido Judicial de Rancho Veloz (zona situada en el centro de Cuba). Sin embargo, en abril de 1861,  fue ordenado, por parte del Ministerio de Guerra, viajar a Tetuán, en el norte de Marruecos, para participar en la guerra de allí, en la cual fue elevado al cargo a capitán. Sin embargo, tal vez por las heridas en la guerra, cuando terminaba el año decidió abandonar temporalmente la profesión con el permiso de baja, regresando así a la capital cubana.

### La Guerra de los Diez Años
En 1868, después de comenzar la Guerra de los 10 años,  decidió viajar a Nueva York para incorporarse a la Junta Revolucionaria Cubana. En la expedición, desde febrero de 1869, fue comandante de la compañía Rifleros de la Libertad. Se sabe que un año después, el 11 de mayo de 1869, el vapor arribó en la Bahía de Nipe. Durante su estancia en EE. UU., las autoridades españolas embargaron los bienes de Manuel Suárez, junto a otros infidentes, según una disposición fijada el 20 de abril de 1869.
En 1870, después de luchar en las campañas de El Ramón y Canalito, el mayor general Ignacio Agramonte le entregó el liderazgo de la Brigada de Caonao. Con el tiempo, en ese mismo año, Jordan lo ascendió a teniente coronel.
El 7 de mayo de 1871 Agramonte le concedió el rango de coronel, adquiriendo luego también el rango de jefe de la Brigada Este de Camagüey.
El 11 de mayo de 1873, luchó en la campaña de Jimaguayú, liderando el regimiento Caonao y más tarde en el mismo año, luchó en guerras como las de Las Yeguas, La Luz, Atadero, Nuevitas y Santa Cruz del Sur, obteniendo el rango de General.
El 9 de febrero de 1874 consiguió el rango de General de brigada, y luchó en las campañas de Sibanicú, Naranjo-Mojacasabe y en la de Las Guásimas, destacándose entre los soldados que participaron en ellas. En ese año, Suárez concluyó su libro Compendio de las ordenanzas y régimen interior de los cuerpos, que fue declarado libro de texto por la Cámara de Representantes.
En 1875 se convirtió en jefe de la 2.ª Brigada de la 1.ª División del 3.er Cuerpo de Las Villas y luchó en las campañas de San Fernando y Trilladeritas. El 1 de junio de ese año protegió al general Máximo Gómez cuando viajaba hacia Camagüey. Además, el 25 de junio de 1875, formó parte de la comisión que se reunió con el mayor general Vicente García en la zona de Loma de Sevilla, en Camagüey, con el fin de satisfacer las demandas de los "sediciosos".
El 20 de julio de 1876  atacó la ciudad de Morón (Cuba), viajando luego, el 23 de septiembre del mismo año, a Las Tunas, para participar en su conquista. El 8 de febrero de 1878, formó parte del Comité Revolucionario del Centro,
participando en la firma del Pacto de Zanjón.  A finales de febrero, viajó a Nueva York, donde vivió por un breve periodo de tiempo regresando nuevamente a La Habana, donde participó en los preparativos de la Guerra Chiquita, aunque no en los combates. Así, él se convirtió en el agente clandestino Cuba. Suárez informaba de los movimientos de tropas españolas y de gestiones de capitulación que pudieran hacerse o de necesidades para la Revolución. El general isleño se movió entre los conspiradores para coordinar los necesarios alzamientos en el occidente que asentaran la nueva guerra. Tras el fracaso del Movimiento de Güines (en diciembre de 1979) y la salida de Cuba de varios dirigentes clandestinos de la insurrección (entre ellos la de Cirilo Pouple), se trasladó a Camagüey donde se casó con Ana Joaquina Bertrán Zayas, hija del comandante del Ejército Libertador, José Bertrán. Residía y recaudaba atrasos en Santa Clara cuando se inició el levantamiento del 24 de febrero de 1895.

### La Guerra del 95
El 16 de junio del 95, en la guerra de la independencia cubana, luchó en Las Villas (donde residía), logrando, a pesar de la vigilancia por parte de las autoridades coloniales debido a sus antecedentes revolucionarios, escapar de la misma, alzarse en armas y convertirse en uno de los principales líderes del ataque que allí tuvo lugar.
Lideró el ejército hasta el 24 de julio de 1895, fecha en la que llegaron los generales Carlos Roloff y Serafín Sánchez y en el mes de agosto de ese mismo año obtuvo el cargo de jefe de la 2.ª División del 4.º Cuerpo luchando en diversas campañas, entre las que se encuentra la de Arroyo Blanco.
Desde el 3 de febrero de 1896 lideró el 3.er Cuerpo de Camagüey. Sin embargo, el tiempo en que controló este cuerpo militar fue muy corto, ya que tuvo que abandonarlo el  11 de junio del mismo año, por obediencia al General en Jefe.  El 31 de diciembre de 1896 alcanzó el puesto de Mayor General. Sin embargo, tras terminar la guerra le destituyeron los derechos y obligaciones de ese grado.

### Últimos años
Entre 1898 y 1902,  fue gobernador civil de Camagüey e inspector de Bienes del Estado, para abandonar la política y la guerra en los años siguientes. Allí vivió con sus seis hijos (su esposa ya había muerto, coinciddiendo con su destitución). En 1908 su situación económica era precaria. En octubre de 1911 protestó en el Consejo Nacional de Veteranos contra la permanencia en el gobierno cubano de exguerrilleros y traidores de la última guerra de la independencia cubana. Falleció el 3 de enero de 1917 en Camagüey, con 76 años.